# Cheumatopsyche sessilis
Cheumatopsyche sessilis är en nattsländeart som beskrevs av G. Marlier 1961. Cheumatopsyche sessilis ingår i släktet Cheumatopsyche och familjen ryssjenattsländor. Inga underarter finns listade i Catalogue of Life.